# 维尔茨
维尔茨（德语、法语：Wiltz）是卢森堡西北部的一个具有城市地位的市镇，是维尔茨县的首府。维尔茨坐落在维尔茨河河畔。在第二次世界大战结束，该地还是突出部之役的战场。 
2015年，临近市镇埃施韦勒并入维尔茨。